# بیاضه

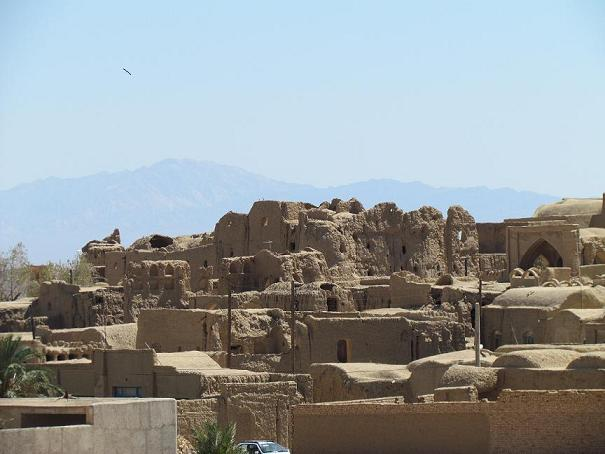
بیاضه

بیاضه، روستایی از توابع بخش مرکزی شهرستان خور و بیابانک در استان اصفهان ایران است که در ۵۳ کیلومتری جنوب شرقی شهر خور در شهرستان خور و بیابانک در استان اصفهان واقع شده‌است.

## جمعیت
این روستا در دهستان نخلستان قرار دارد و براساس سرشماری مرکز آمار ایران در سال ۱۳۸۵، جمعیت آن ۳۱۹ نفر (۱۰۳خانوار) بوده‌است. در گذشته‌های دور این روستا که مرکز فرهنگی منطقه بوده‌است بر اساس برخی مستندات تا پنج هزار نفر بوده‌است.
وجود ارگ قدیمی و ساباط‌ها، پایاب‌های سرپوشیده، قنات‌ها، حسینیه و مسجد جامع قدیمی و امامزاده واقع در روستا و نخلستان‌های انبوه در آن توجه گردشگران داخلی و خارجی را جلب کرده و چند سالی است که سفر به این روستای کویری از سوی گروه‌های گردشگری و تحقیقاتی افزایش یافته‌است.
خانه‌های قدیمی این روستا عموماً از خشت و دارای حوض‌های بزرگ، ایوان‌هایی با طاق بلند که در تابستان خنک هستند، و دارای اتاق‌های زمستانی و تابستانی هستند.

## نام

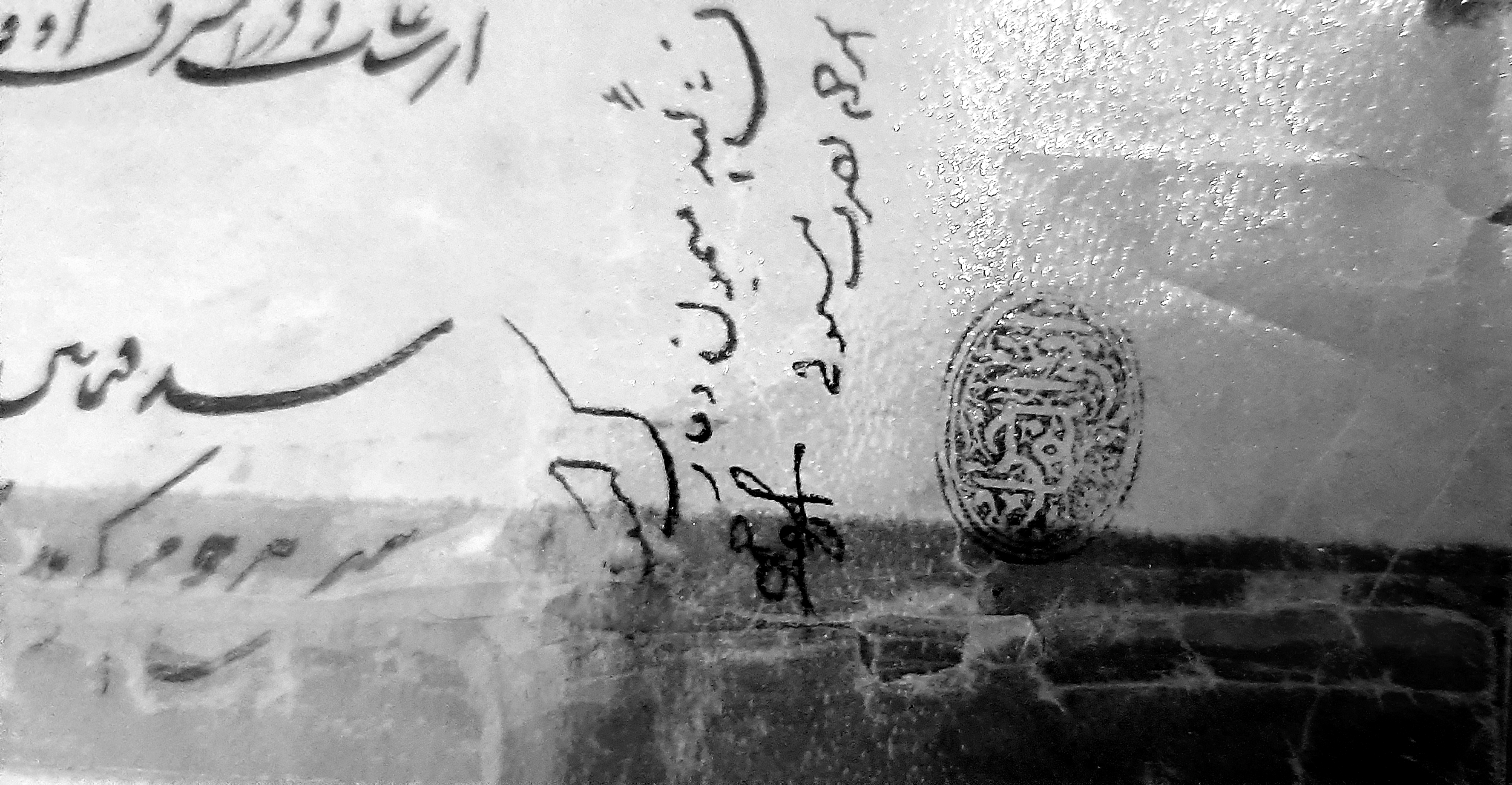
مُهر سند متعلق به ابوالمفاخر از بزرگان بیاضه

نام اصلی این روستا در ادبیات نوشتاری ایران امروزی به صورت " بیاضه " می‌باشد؛ ولی در نقشه‌های منقطع ایران به علت اینکه این روستا دقیقاً در مرز ۳ استان خراسان جنوبی، یزد واصفهان قرار گرفته، گاه از قلم می‌افتد؛ ولی در نقشه‌های پیوسته ایران به صورت "بیاضیه " نوشته می‌شود. در سفرنامه ناصر خسرو قبادیانی به سال "۴۴۴" ه‍.ق نام بیاضه به صورت «پیاده» نوشته شده که مرکزیتی در منطقه داشته‌است.
صورت‌های دیگر نام این روستا:
- بیاضیه (اطلس گیتاشناسی آن را این‌گونه نوشته‌است)
- بیاذق
- بیادق
- مفازه
- پیاده
- بیاذه

## آثار تاریخی و بزرگان
در روستا امامزاده‌ای به نام ابومحمد ابراهیم وجود دارد. او برادرزادهٔ علی پسر موسی بوده‌است.
بیاضه دارای یک ارگ تاریخی مربوط به زمان ساسانیان است. نام این ارگ در کتاب سفرنامهٔ ناصرخسرو قبادیانی آمده‌است. این ارگ در اثر گذشت زمان و پر شدن خندق آن رو به نابودی است. بعضی این قلعه را پایگاه پیروان حسن صباح در دوران اسماعیلیه می‌دانند.
مسجد جامع قدیمی‌ترین مسجد روستا بوده با حدود هزار سال قدمت و جزء آثار ملی ایران می‌باشد. مساجد دیگر روستا عبارت‌اند از مسجد النبی، مسجد امامزاده، مسجد مجلل ثقفی، مسجد بن ده، مسجد زرگرها حسینیهٔ روستا هم طبق اطلاعات مربوط به دورهٔ صفوی است.
خاندان ثقفی (از نوادگان مختار ثقفی) مشهورترین خانواده این منطقه بوده که دارای مشاهیر و علمای زیادی در طی تاریخ بوده‌اند. آیت الله جناب ثقفی، آیت الله ابونواس ثقفی، شیخ ابو فراس ثقفی،نقیب الاشراف ثقفی، میرزا ابوالفتح ثقفی، آیت‌الله شیخ فرج الله ثقفی بیابانکی(ره) و دیگر علمای خانواده از جمله بانوان مجتهده همچون حاجیه سنبله خانم ثقفی و حاجیه مرضیه خاتون ثقفی بوده اند. حاج عبدالغفور ثقفی نخستین شخص از این خاندان و از حکام نواب ثلاث است که ازقزوین درزمان کریم خان زند یا به قولی در زمان حکومت صفوی به عنوان حاکم منطقه حد فاصل از نائین تاطبس به این ناحیه مامور گردیده و بنای ساختمان حکومتی رادر خوراحداث مینماید.
حفر و ایجاد قنات آب موسوم به «غفور آباد »که یکی ازدورشته قنات اصلی  و به دهزیر درخور میباشد و ایجاد دو روستای خنج وحاجی آبادزرین ازجمله اقدامات حاج عبدالغفور و برادرانش درآن دوران بحساب می آیند. در کتاب بر «ساحل کویر نمک » اثر استاد عبدالکریم یغمایی از علمای خور منقول است که بنیان‌گذار قلعهٔ خور که اکنون از آن اثری نیست و بدست سیل ویران شده‌است، حاج العبدالغفور ثقفی بوده است.

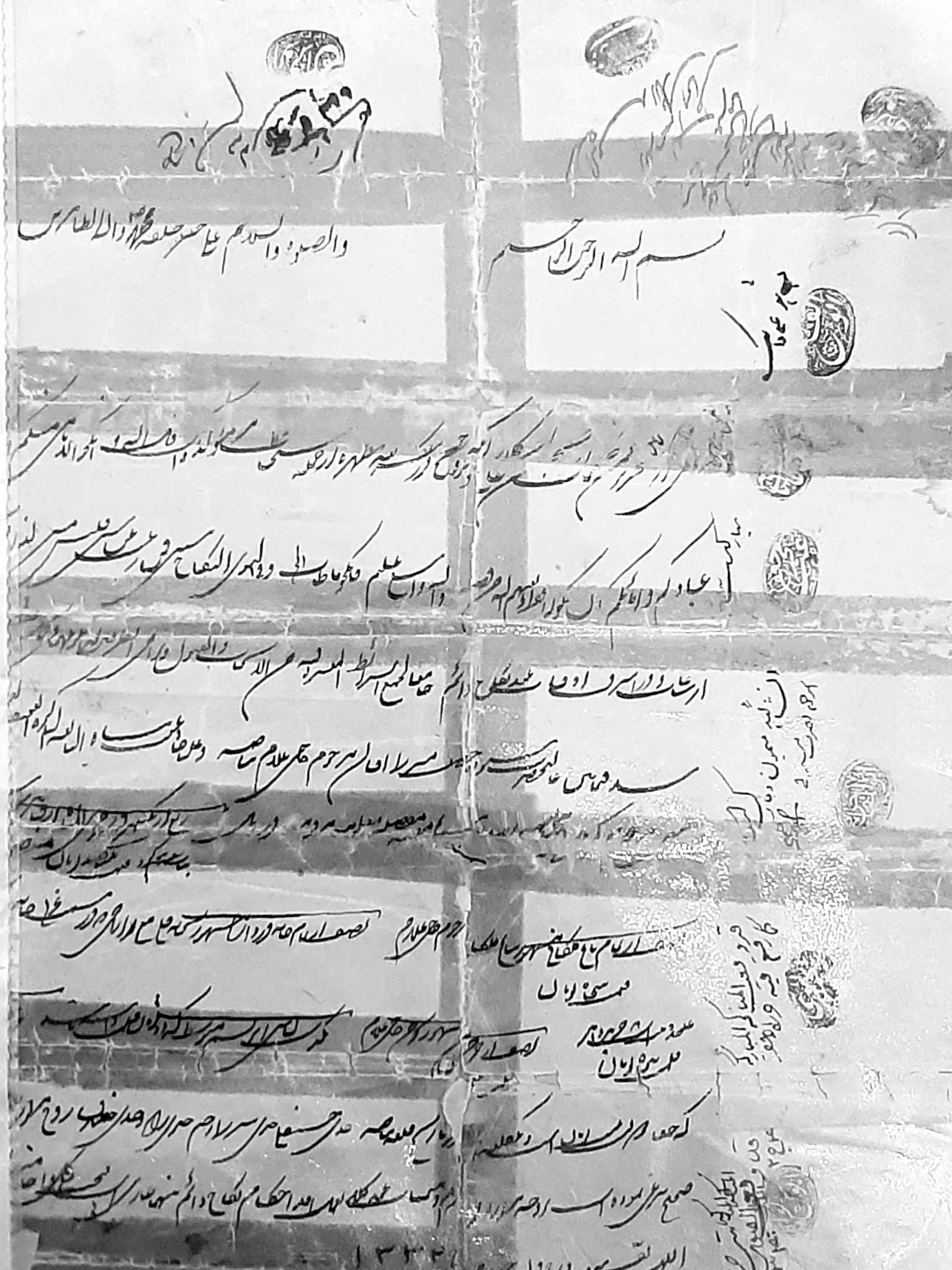
سند نکاح قدیمی متعلق به سال ۱۳۴۲ هجری قمری

## ناهمواریهای طبیعی و سایر ویژگیهای جغرافیایی
کوه بیاضه که به «اسب رسول» مشهور است، ۲۳۳۰ متر (بر طبق اطلاعات اطلس گیتاشناسی) ارتفاع دارد.
در اطراف بیاضه مخصوصاً از طرف جادهٔ رباط پشت بادام در استان یزد زمین شبیه مناطق برفی سفید است. این سفیدی حاصل از نمک، به عقیدهٔ عده‌ای علت نامگذاری بیاضه بوده‌است. بیاض در عربی به معنی سفید است.

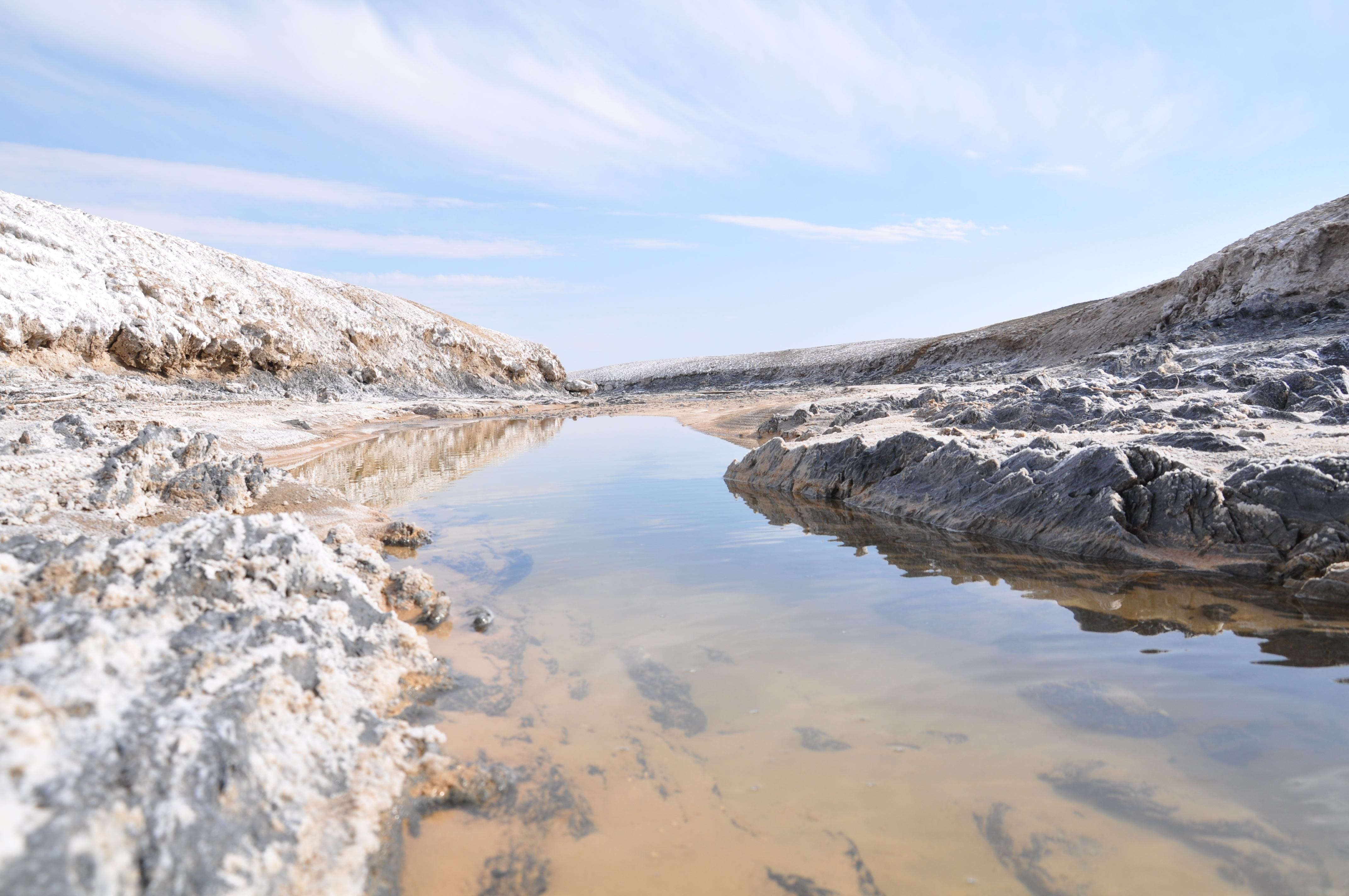
در قسمت انتهایی روستای تاریخی و باستانی بیاضه به سمت روستای رباط پشت بادام رودخانه بزرگی وجود دارد که تشکیل شده از آب شور است و همانگونه که در تصویر ملاحظه می فرمایید سفیدی های موجود در کناره های این رودخانه نمک هستند و این رودخانه معروف به رودخانه ته کشمون می باشد.